# Schönhagen (Eichsfeld)
Schönhagen é um município da Alemanha localizado no distrito de Eichsfeld, estado da Turíngia.  Pertence ao Verwaltungsgemeinschaft de Uder.

## Demografia
Evolução da população (em 31 de dezembro):
| - 1994 - 134 - 1995 - 138 - 1996 - 139 - 1997 - 137 | - 1998 - 142 - 1999 - 138 - 2000 - 151 - 2001 - 147 | - 2002 - 141 - 2003 - 145 - 2004 - 147 |

Fonte: Datenquelle - Thüringer Landesamt für Statistik